# Anders Åsberg
Anders Åsberg, född 2 april 1779 i Uggelviken i Stora Kopparbergs socken, död 1863 i Arbrå, var en svensk snickare och allmogemålare.
Åsberg var verksam som schablonmålare i västra Hälsingland. År 1967 upptäcktes 225 stycken schabloner undangömda i en kista på gården Per-Jons i Koldemo tillsammans med Anders Åsbergs dagbok. Enligt den muntliga traditionen hyste Åsberg vid flera tillfällen konststuderande från Stockholm och lärde sig av deras kunnande.